# 2,2'-二苯醚二甲酸
2,2'-二苯醚二甲酸是一种有机化合物，化学式为C14H10O5。它可由二苯醚和二氧化碳、丁基锂反应得到。也可由邻溴甲苯和邻甲基苯酚为原料反应得到。含侧链邻位甲基二苯醚经氧化后生成该有机物。它可以和铜、镉等金属形成配位化合物。